# 非敘事電影
非敘事電影（英語：non-narrative film）是一種电影美學分類，這類電影並不敘述或涉及事件（無論是真實的還是虛構的）。非敘事電影通常是藝術電影或實驗電影，並非為大眾娛樂而製作。
敘事電影仍是電影美學的主流，但非敘事電影並非與其涇渭分明。非敘事電影雖然避免了敘事電影的某些特徵，但仍保留了一些敘事特征。另一方面，敘事电影也偶尔会使用“不具代表性的视觉材料”。尽管许多抽象电影显然没有叙事要素，但叙事电影和非叙事电影之间的区别可能相当模糊，解釋空間很大。非常规的图像、概念和结构会掩盖电影的叙事性。
許多超現實主義電影可視為非敘事電影，并且与达达主义純电影（cinéma pur）運動有部分重疊。

## 音乐的影响
音乐是绝对电影（absolute film）极具影响力的方面，也是抽象电影导演使用的除美術之外最重要的元素之一。绝对电影导演会使用诸如節奏韻律、動感和流動性等音乐元素。这些导演嘗試以之為電影畫面增添運動感和和谐感，這在電影創作中是新的實踐，旨在讓觀眾驚嘆。Maura McDonnell在她的文章《视觉音乐》（Visual Music）将这些电影与音乐作品进行了比较，二者都对时间和动态有細緻的表達。
抽象电影的历史和對視覺音樂的关注及其历史密切相關。有些电影与音乐可视化非常相似，尤其是当使用电子设备（例如示波器）生成与音乐相关的动态图形时，只不過这些电影中的图像並非實時生成的。

## 抽象电影
抽象电影或绝对电影是实验电影的一个分支流派，是动态图形的一种形式。抽象电影是非叙事的，不包含表演，也不试图涉及现实或具体主题。它們依靠电影媒介固有的运动、节奏、光影和构图的特质来创造情感体验。
许多抽象电影都是用动画技术制作的。某些电影中，动画和其他技术之间的界限可能相当模糊，例如，运动对象既可以用定格动画技术作画，也可以拍攝其实际运动过程，又或者物體相對背景不動而攝像機移動。

## 延伸閱讀
- Ford, Charles Price. Germaine Dulac: 1882–1942 Avant-scene du Cinema, 1968.
- Konigsberg, Ira. . Penguin Group (USA) Incorporated. 1998  [2022-05-12]. ISBN 978-0-14-051393-6. （原始内容存档于2022-05-12）.
- Moritz, William. Abstract Films of the 1920. International Experimental Film Congress, 1989.
- Vorkapić, Slavko.  [On True Cinema]. Fakultet dramskih umetnosti. 1998  [2022-05-12]. （原始内容存档于2022-05-12） （克罗地亚语及塞尔维亚语）.
- Pudovkin, Vsevolod Illarionovich. . Vision Press. 1958  [2022-05-12]. （原始内容存档于2022-05-12）.